# Filipov (Frýdlant)
Filipov, bis 1946 Philippsberg, ist eine Grundsiedlungseinheit der Stadt Frýdlant in Tschechien. Sie liegt neun Kilometer südlich des Stadtzentrums von Frýdlant und gehört zum Okres Liberec.

## Geographie
Filipov liegt im westlichen Teil des Isergebirges im Tal des Baches Filipovský potok, eines kleinen Zuflusses zum Albrechtický potok (Scheidebach). Nördlich erhebt sich der Kančí vrch (Schwarzberg, 680 m), im Nordosten der Strmý vrch (Hängeberg, 698 m) und der Špičák (Buschullersdorfer Spitzberg, 724 m), östlich die Vřesoviště (662 m) im Südosten der Březový vrch (467 m), westlich der Spálený vrch (Brandberg, 581 m) und die Kameniště (Steinberg, 608 m) sowie im Nordwesten der Lysý vrch (Kahleberg, 642 m). Durch Filipov ziehen sich zwei Bunkerlinien des Tschechoslowakischen Walls. Gegen Südwesten befindet sich die Talsperre Mlýnice. Westlich von Filipov verläuft die Fernverkehrsstraße I/13 von Frýdlant nach Liberec. 
Nachbarorte sind Albrechtice u Frýdlantu, Dětřichov und Větrov im Norden, Polní Domky, Zátiší, U Dvora, Raspenava und Filipka im Nordosten, Oldřichov v Hájích im Osten, Mníšek im Süden, Mlýnice und Nová Ves im Südwesten sowie Dolní Vítkov und Horní Vítkov im Westen.

## Geschichte
Philippsberg wurde im 18. Jahrhundert gegründet. Im Jahre 1832 bestand das Dominikaldorf aus 36 Häusern mit 230 deutschsprachigen Einwohnern. Die Bewohner lebten von der Spinnerei, Lohnweberei, Taglöhnerei und Holzfällerei. Pfarrort und Schulort war Einsiedel. Bis zur Mitte des 19. Jahrhunderts blieb Philippsberg der Allodialherrschaft Friedland untertänig.
Nach der Aufhebung der Patrimonialherrschaften bildete Philippsberg ab 1850 einen Ortsteil der Gemeinde Olbersdorf im Bunzlauer Kreis und Gerichtsbezirk Friedland. Ab 1868 gehörte das Dorf zum Bezirk Friedland.
In den Jahren 1937 und 1938 wurden zwischen Einsiedel und dem Schwarzberg zwei Bunkerlinien des Tschechoslowakischen Walls angelegt. Nach dem Münchner Abkommen erfolgte 1938 die Angliederung an das Deutsche Reich; bis 1945 gehörte Philippsberg zum Landkreis Friedland. Nach dem Ende des Zweiten Weltkrieges kam Philippsberg zur Tschechoslowakei zurück, 1946 erhielt das Dorf den Namen Filipov. In den Jahren 1946 und 1947 wurden die meisten deutschböhmischen Bewohner vertrieben. 1948 wurde Filipov zusammen mit Albrechtice nach Dětřichov eingemeindet. Im Zuge der Auflösung des Okres Frýdlant wurde das Dorf 1960 dem Okres Liberec zugeordnet. Am 1. Jänner 1986 erfolgte die Eingemeindung nach Frýdlant, zugleich verlor Filipov den Status eines Ortsteils. 

## Ortsgliederung
Filipov gehört als Grundsiedlungseinheit zum Ortsteil Albrechtice u Frýdlantu und ist zugleich Teil des Katastralbezirkes Albrechtice u Frýdlantu. 

## Sehenswürdigkeiten
- Kapelle